# Coalition pour la Bulgarie
 (mars 2020).
Si vous disposez d'ouvrages ou d'articles de référence ou si vous connaissez des sites web de qualité traitant du thème abordé ici, merci de compléter l'article en donnant les références utiles à sa vérifiabilité et en les liant à la section « Notes et références ».
La Coalition pour la Bulgarie (en bulgare : Коалиция за България, Koalicija za Balgarija), abrégée KZB, aussi appelée BSP pour la Bulgarie, abrégée BSPzB, est une alliance de partis bulgares de gauche et de centre gauche, menée par le Parti socialiste bulgare (BSP). Cette coalition , obtient 17,1 % des suffrages et 48 sièges sur 240 aux élections législatives de 2001. Aux élections législatives du 25 juin 2005, la Coalition remporte 34,2 % des voix et 82 des 240 sièges. La coalition perd ensuite les élections législatives du 5 juillet 2009, son score étant ramené à 17,72 % des voix, et son nombre de sièges à 40 sur 240.

## Composition
La Coalition regroupe notamment entre 2001 et 2005 :
- le Parti socialiste bulgare (Balgarska Socialisticeska Partija)
- le Parti des sociaux-démocrates bulgares (Partija Balgarski Socialdemokrati)
- l'Union agraire « Alexandre Stamboliyski » (Zemedelski Sayuz « Aleksandar Stamboliyski »)
- l'Union civile « Rom » (Graždansko Obedinenie « Roma »)
- le Mouvement pour l'Humanisme social (Dviženie za Socialen Humanizum)
- le Parti communiste de Bulgarie (Komunisticeska Partija na Balgarija)

Par le passé, elle a également regroupé d'autres formations politiques, telles que le Mouvement politique « Sociaux-démocrates » (Politicesko Dviženie « Socialdemokrati ») ou le Parti vert (Zelena Partija na Balgarija).

## Résultats électoraux

### Élections législatives
| Année   | Votes   | %     | Rang | Députés  |
| ------- | ------- | ----- | ---- | -------- |
| 2017    | 955 490 | 27,19 | 2e   | 80 / 240 |
| 04/2021 | 480 146 | 14,79 | 3e   | 43 / 240 |
| 07/2021 | 365 695 | 13,39 | 3e   | 36 / 240 |
| 11/2021 | 267 817 | 10,07 | 4e   | 26 / 240 |
| 2022    | 232 947 | 8,98  | 5e   | 25 / 240 |
| 2023    | 225 914 | 8,56  | 5e   | 23 / 240 |
| 06/2024 | 151 560 | 6,85  | 5e   | 19 / 240 |